# Hinderi Spillgerte
Hinderi Spillgerte är en bergstopp i Schweiz.   Den ligger i distriktet Frutigen-Niedersimmental och kantonen Bern, i den centrala delen av landet, 50 km söder om huvudstaden Bern. Toppen på Hinderi Spillgerte är 2 476 meter över havet, eller 537 meter över den omgivande terrängen. Bredden vid basen är 6,1 km.
Terrängen runt Hinderi Spillgerte är bergig söderut, men norrut är den kuperad. Närmaste större samhälle är Adelboden, 10,0 km sydost om Hinderi Spillgerte. 
I omgivningarna runt Hinderi Spillgerte växer i huvudsak blandskog. Runt Hinderi Spillgerte är det glesbefolkat, med 17 invånare per kvadratkilometer.